# Itapuranga
Itapuranga is een gemeente in de Braziliaanse deelstaat Goiás. De gemeente telt 26.639 inwoners (schatting 2015).